# Boulevard Félix-Houphouët-Boigny
Le boulevard Félix-Houphouët-Boigny, anciennement boulevard Valéry-Giscard-d'Estaing ou boulevard VGE est une voie d'Abidjan en Côte d'Ivoire.

## Situation et accès
Cette grande artère qui traverse Abidjan sud, relie l'aéroport international Félix-Houphouët-Boigny à la ville d'Abidjan, en partant du Pont Félix-Houphouët-Boigny, et traversant Treichville et Zone 4. 

## Origine du nom
Elle rend honneur à Félix Houphouët-Boigny, président de la République de Côte d'Ivoire de 1960 à 1993.

## Historique
La voie est baptisée « boulevard Valéry-Giscard-d'Estaing » le janvier 1978 par la volonté de Félix Houphouët-Boigny lors de la visite officielle que le président français effectue en Côte d'Ivoire du 11 au 15 janvier 1978. L'inauguration de cette artère est réalisée à l'occasion de cette visite. Cette fête se déroule alors sur le boulevard bondé d'une foule enthousiaste et bariolée que Giscard d'Estaing et Houphouët-Boigny saluent durant de longs moments.
Le chanteur de reggae ivoirien Alpha Blondy écrit la chanson Boulevard de la mort, présente sur l'album Jérusalem de 1986, au sujet de ce boulevard.
Pendant la crise politico-militaire en Côte d'Ivoire, le boulevard fut plusieurs fois paralysé par les Jeunes patriotes et les partisans de Laurent Gbagbo. Il fait environ 100 mètres de large et huit kilomètres de long (3X2) et deux routes secondaires.
Le gouvernement ivoirien a mis en place des vastes projets d’aménagement pour la fluidité routière, comme l'échangeur de Marcory, qui relie l'autoroute de la Riviera au boulevard Félix Houphouët-Boigny.
En 2025, le boulevard est renommé boulevard Félix Houphouët-Boigny, nom adopté en 2023 dans le cadre d'une politique d'adressage.

## Bâtiments remarquables et lieux de mémoire
Plusieurs hôtels sont situés sur le boulevard (hôtel Ibis, Azalai, Sofitel…) ainsi que de nombreuses entreprises et centres commerciaux tels que Kabalane & Cie, Pneumatiques, Cap Sud, Playce Carrefour, Orca et Prima Center…